# Serie A1 i volleyboll 2016–2017 (damer)
Serie A1 2016-2017 utspelade sig mellan 12 oktober 2016 och 11 maj 2017 och var den 72:e upplagan av Serie A1, den högsta volleybollserien i Italien. I turneringen deltog tolv lag och AGIL Volley vann serien för första gången.

## Regelverk

### Format
Lagen spelade seriespel där alla möte alla, både hemma och borta, denna del kallades regular season:
- De tio första lagen i serien genomförde sedan en slutspelscup. Lag 7-10 i serien spelade åttondelsfinaler. Övriga lag gick in i cupspelet på kvartsfinalnivå. Åttondelsfinalerna avgjordes över två match där laget med flest vunna set gick vidare. Kvartsfinalerna och semifinalerna spelades i bäst av tre matcher, medan finalen spelades i bäst av fem matcher.
- De två sista lagen i serien flyttades ner till Serie A2[3].

### Rankningskriterier
Om slutresultatet blev 3-0 eller 3-1 tilldelades 3 poäng till det vinnande laget och 0 till det förlorande laget, om slutresultatet blev 3-2 tilldelades 2 poäng till det vinnande laget och 1 till det förlorande laget. 
Rankningsordningen i serien definierades utifrån:
- Poäng
- Antal vunna matcher
- Kvot vunna / förlorade set
- Kvot vunna / förlorade poäng.

## Deltagande lag
I serien deltog tolv lag. Bland dessa ingick på förbundets beslut dess lag Club Italia. .). Kvalificerade från Serie A2 var Volley 2002 Forlì (vinnare av gruppspelet) och Unione Sportiva Pro Victoria Pallavolo Monza (vinnare av uppflyttningscupen). 
Tre lag som var kvalificerade för spel valde att inte delta. Detta omfattade nyss uppflyttade Volley 2002 Forlì, gällde detta också LJ Volley och Obiettivo Risarcimento Volley. Volley 2002 Forlì sålde sin spellicens till Neruda Volley Av de två kvarvarande platserna tillsattes en genom att Azzurra Volley San Casciano slapp degraderas till serie A2, medan den sista platsen inte fylldes utan antalet lag minskade istället med ett lag (från 13 till 12) jämfört med året innan.
| Klubb                                        | Stad                        | Hemmaplan              | Föregående säsong                             |
| -------------------------------------------- | --------------------------- | ---------------------- | --------------------------------------------- |
| AGIL Volley                                  | Novara                      | PalaTerdoppio          | 4:a i Serie A1; kvartsfinal i slutspelet      |
| Volley Bergamo                               | Bergamo                     | Palazzetto dello sport | 7:a i Serie A1; semifinal i slutspelet        |
| Futura Volley Busto Arsizio                  | Busto Arsizio               | PalaPiantanida         | 9:a i Serie A1                                |
| Volleyball Casalmaggiore                     | Casalmaggiore               | PalaRadi               | 2:a i Serie A1; kvartsfinal i slutspelet      |
| Club Italia                                  | Rom                         | PalaPiantanida         | 11:a i Serie A1                               |
| Promoball Volleyball Flero                   | Flero                       | PalaGeorge             | 8:a i Serie A1; kvartsfinal i slutspelet      |
| Imoco Volley                                 | Conegliano                  | PalaVerde              | 1:a i Serie A1; italiensk mästare             |
| Neruda Volley                                | Bronzolo                    | PalaResia              | 13:a i Serie A1                               |
| Unione Sportiva Pro Victoria Pallavolo Monza | Monza                       | Palazzetto dello Sport | 3:a i Serie A2; vinnare i uppflyttningscupen  |
| River Volley                                 | Piacenza                    | PalaPanini             | 3:a i Serie A1; finalist i uppflyttningscupen |
| Azzurra Volley San Casciano                  | San Casciano in Val di Pesa | Nelson Mandela Forum   | 12:a i Serie A1                               |
| Pallavolo Scandicci Savino Del Bene          | Scandicci                   | Palazzetto dello Sport | 6:a i Serie A1; kvartsfinal i slutspelet      |

## Turneringen

### Regular season

#### Resultat
| Första omgången |                             |     |                                   |
|                 |                             |     |                                   |
| 15-10           | Imoco - Savino Del Bene     | 2-3 | 25-20, 21-25, 25-18, 23-25, 13-15 |
| 12-10           | Club Italia - Casalmaggiore | 2-3 | 25-22, 20-25, 25-13, 11-25, 11-15 |
| 16-10           | Busto Arsizio - River       | 0-3 | 21-25, 23-25, 15-25               |
| 16-10           | AGIL - Neruda               | 3-0 | 25-15, 25-18, 25-17               |
| 16-10           | Bergamo - San Casciano      | 3-1 | 25-19, 25-15, 23-25, 25-13        |
| 15-10           | Pro Victoria Monza - Flero  | 3-1 | 25-20, 21-25, 25-22, 25-21        |

| Tvåa giornata |                                    |     |                                   |
|               |                                    |     |                                   |
| 23-10         | San Casciano - Imoco               | 2-3 | 23-25, 15-25, 25-19, 25-19, 17-19 |
| 02-11         | Casalmaggiore - Pro Victoria Monza | 3-0 | 25-12, 26-24, 25-20               |
| 23-10         | River - Club Italia                | 3-0 | 28-26, 26-24, 25-21               |
| 22-10         | Flero - AGIL                       | 0-3 | 16-25, 26-28, 23-25               |
| 23-10         | Savino Del Bene - Bergamo          | 1-3 | 19-25, 17-25, 25-16, 20-25        |
| 23-10         | Neruda - Busto Arsizio             | 1-3 | 17-25, 18-25, 25-15, 13-25        |

| Tredje omgången |                            |     |                                   |
|                 |                            |     |                                   |
| 30-10           | Pro Victoria Monza - Imoco | 0-3 | 24-26, 16-25, 16-25               |
| 30-10           | Neruda - Casalmaggiore     | 2-3 | 25-21, 25-23, 16-25, 17-25, 10-15 |
| 29-10           | Savino Del Bene - River    | 3-1 | 24-26, 25-22, 25-14, 25-17        |
| 30-10           | Bergamo - AGIL             | 3-1 | 25-17, 25-23, 23-25, 25-22        |
| 30-10           | Busto Arsizio - Flero      | 3-0 | 26-24, 26-24, 25-17               |
| 30-10           | Club Italia - San Casciano | 2-3 | 21-25, 26-24, 23-25, 25-20, 18-20 |

| Fjärde omgången |                                   |     |                            |
|                 |                                   |     |                            |
| 06-11           | Imoco - Neruda                    | 3-0 | 25-17, 25-17, 25-21        |
| 05-11           | AGIL - Casalmaggiore              | 1-3 | 20-25, 25-21, 17-25, 21-25 |
| 23-11           | River - Bergamo                   | 1-3 | 24-26, 22-25, 25-21, 15-25 |
| 06-11           | Flero - Savino Del Bene           | 1-3 | 25-17, 20-25, 19-25, 19-25 |
| 06-11           | Busto Arsizio - Club Italia       | 3-0 | 25-21, 25-23, 25-20        |
| 06-11           | San Casciano - Pro Victoria Monza | 0-3 | 23-25, 29-31, 22-25        |

| Femte omgången |                                      |     |                                   |
|                |                                      |     |                                   |
| 13-11          | Casalmaggiore - Imoco                | 3-1 | 25-20, 25-23, 17-25, 30-28        |
| 13-11          | River - Flero                        | 0-3 | 23-25, 24-26, 21-25               |
| 13-11          | AGIL - San Casciano                  | 2-3 | 21-25, 26-24, 25-14, 20-25, 10-15 |
| 13-11          | Savino Del Bene - Pro Victoria Monza | 3-1 | 25-17, 19-25, 25-15, 29-27        |
| 12-11          | Bergamo - Busto Arsizio              | 1-3 | 25-21, 19-25, 18-25, 20-25        |
| 13-11          | Neruda - Club Italia                 | 3-0 | 25-17, 25-14, 25-19               |

| Sjätte omgången |                               |     |                                   |
|                 |                               |     |                                   |
| 20-11           | Imoco - AGIL                  | 3-2 | 15-25, 19-25, 25-18, 33-31, 15-12 |
| 19-11           | Busto Arsizio - Casalmaggiore | 3-2 | 19-25, 25-23, 25-18, 19-25, 15-8  |
| 30-11           | Pro Victoria Monza - River    | 0-3 | 19-25, 25-27, 24-26               |
| 19-11           | Club Italia - Savino Del Bene | 0-3 | 23-25, 9-25, 16-25                |
| 20-11           | Flero - Bergamo               | 1-3 | 18-25, 25-21, 24-26, 22-25        |
| 20-11           | San Casciano - Neruda         | 3-1 | 25-19, 25-22, 19-25, 26-24        |

| Sjunde omgången |                                 |     |                                   |
|                 |                                 |     |                                   |
| 27-11           | Imoco - Club Italia             | 3-0 | 25-19, 25-20, 25-21               |
| 27-11           | Casalmaggiore - San Casciano    | 3-0 | 25-16, 25-22, 25-18               |
| 27-11           | AGIL - River                    | 3-0 | 28-26, 25-20, 25-19               |
| 27-11           | Savino Del Bene - Busto Arsizio | 2-3 | 25-20, 25-18, 22-25, 20-25, 11-15 |
| 27-11           | Bergamo - Pro Victoria Monza    | 3-1 | 25-10, 20-25, 25-22, 31-29        |
| 26-11           | Neruda - Flero                  | 3-0 | 25-23, 25-15, 26-24               |

| Åttonde omgången |                              |     |                                   |
|                  |                              |     |                                   |
| 04-12            | Flero - Imoco                | 1-3 | 17-25, 29-31, 25-22, 19-25        |
| 03-12            | River - Casalmaggiore        | 2-3 | 25-21, 27-25, 18-25, 15-25, 10-15 |
| 03-12            | Pro Victoria Monza - AGIL    | 1-3 | 25-22, 21-25, 10-25, 17-25        |
| 04-12            | Savino Del Bene - Neruda     | 3-2 | 21-25, 25-21, 25-17, 27-29, 15-10 |
| 04-12            | Bergamo - Club Italia        | 3-2 | 25-27, 15-25, 25-15, 31-29, 15-12 |
| 04-12            | Busto Arsizio - San Casciano | 0-3 | 19-25, 22-25, 11-25               |

| Nionde omgången |                             |     |                            |
|                 |                             |     |                            |
| 11-12           | Imoco - Busto Arsizio       | 3-0 | 25-22, 25-19, 25-15        |
| 15-12           | Casalmaggiore - Bergamo     | 3-1 | 20-25, 25-17, 28-26, 25-19 |
| 11-12           | San Casciano - River        | 0-3 | 23-25, 20-25, 20-25        |
| 09-12           | AGIL - Savino Del Bene      | 3-0 | 25-20, 28-26, 25-16        |
| 08-12           | Club Italia - Flero         | 3-1 | 20-25, 25-23, 25-20, 25-20 |
| 10-12           | Neruda - Pro Victoria Monza | 3-1 | 25-19, 25-23, 18-25, 25-19 |

| Tionde omgången |                                    |     |                                   |
|                 |                                    |     |                                   |
| 19-12           | River - Imoco                      | 2-3 | 23-25, 25-16, 25-17, 23-25, 6-15  |
| 18-12           | Savino Del Bene - Casalmaggiore    | 0-3 | 23-25, 13-25, 14-25               |
| 17-12           | Club Italia - AGIL                 | 1-3 | 33-31, 10-25, 21-25, 20-25        |
| 18-12           | Bergamo - Neruda                   | 3-2 | 25-21, 21-25, 25-23, 31-33, 15-13 |
| 18-12           | Flero - San Casciano               | 3-1 | 26-24, 22-25, 25-19, 25-18        |
| 17-12           | Busto Arsizio - Pro Victoria Monza | 3-1 | 28-30, 25-21, 25-11, 25-17        |

| Elfte omgången |                                  |     |                                   |
|                |                                  |     |                                   |
| 26-12          | Imoco - Bergamo                  | 3-1 | 25-18, 22-25, 25-13, 25-17        |
| 26-12          | Casalmaggiore - Flero            | 3-2 | 19-25, 25-14, 20-25, 25-12, 15-12 |
| 26-12          | Neruda - River                   | 3-1 | 25-23, 20-25, 25-17, 25-23        |
| 26-12          | AGIL - Busto Arsizio             | 3-1 | 25-19, 23-25, 25-21, 25-21        |
| 26-12          | San Casciano - Savino Del Bene   | 1-3 | 26-24, 21-25, 20-25, 20-25        |
| 26-12          | Pro Victoria Monza - Club Italia | 3-1 | 25-19, 26-24, 23-25, 25-21        |

| Tolfte omgången |                             |     |                                   |
|                 |                             |     |                                   |
| 15-01           | Savino Del Bene - Imoco     | 1-3 | 25-20, 22-25, 16-25, 18-25        |
| 18-01           | Casalmaggiore - Club Italia | 3-0 | 25-18, 25-22, 25-16               |
| 15-01           | River - Busto Arsizio       | 1-3 | 25-14, 19-25, 24-26, 28-30        |
| 15-01           | Neruda - AGIL               | 1-3 | 23-25, 14-25, 25-19, 21-25        |
| 14-01           | San Casciano - Bergamo      | 2-3 | 16-25, 18-25, 25-22, 25-16, 15-17 |
| 15-01           | Flero - Pro Victoria Monza  | 1-3 | 21-25, 17-25, 25-21, 20-25        |

| Trettonde omgången |                                    |     |                                   |
|                    |                                    |     |                                   |
| 21-01              | Imoco - San Casciano               | 3-1 | 25-19, 23-25, 27-25, 25-19        |
| 22-01              | Pro Victoria Monza - Casalmaggiore | 0-3 | 23-25, 22-25, 16-25               |
| 22-01              | Club Italia - River                | 1-3 | 17-25, 20-25, 25-20, 23-25        |
| 22-01              | AGIL - Flero                       | 3-2 | 20-25, 23-25, 29-27, 25-23, 15-12 |
| 22-01              | Bergamo - Savino Del Bene          | 3-1 | 25-22, 26-24, 22-25, 25-21        |
| 22-01              | Busto Arsizio - Neruda             | 0-3 | 22-25, 21-25, 22-25               |

| Fjortonde omgången |                            |     |                                   |
|                    |                            |     |                                   |
| 29-01              | Imoco - Pro Victoria Monza | 3-0 | 25-20, 25-23, 25-22               |
| 30-01              | Casalmaggiore - Neruda     | 3-0 | 25-11, 25-14, 25-14               |
| 29-01              | River - Savino Del Bene    | 3-2 | 25-18, 25-17, 26-28, 19-25, 15-13 |
| 29-01              | AGIL - Bergamo             | 3-0 | 25-19, 25-17, 25-15               |
| 28-01              | Flero - Busto Arsizio      | 3-0 | 25-15, 25-21, 25-19               |
| 29-01              | San Casciano - Club Italia | 3-2 | 25-20, 19-25, 25-17, 15-25, 15-13 |

| Femtonde omgången |                                   |     |                                   |
|                   |                                   |     |                                   |
| 02-02             | Neruda - Imoco                    | 0-3 | 14-25, 24-26, 22-25               |
| 05-02             | Casalmaggiore - AGIL              | 1-3 | 25-23, 22-25, 26-28, 18-25        |
| 04-02             | Bergamo - River                   | 3-2 | 25-14, 20-25, 25-18, 21-25, 15-10 |
| 05-02             | Savino Del Bene - Flero           | 3-1 | 19-25, 25-18, 25-20, 25-15        |
| 04-02             | Club Italia - Busto Arsizio       | 3-1 | 27-25, 25-23, 21-25, 25-21        |
| 05-02             | Pro Victoria Monza - San Casciano | 1-3 | 25-23, 25-27, 22-25, 23-25        |

| Sextonde omgången |                                      |     |                                   |
|                   |                                      |     |                                   |
| 12-02             | Imoco - Casalmaggiore                | 3-1 | 26-24, 17-25, 25-19, 25-21        |
| 12-02             | Flero - River                        | 2-3 | 23-25, 26-28, 25-23, 25-21, 12-15 |
| 12-02             | San Casciano - AGIL                  | 3-2 | 19-25, 25-20, 15-25, 25-19, 19-17 |
| 12-02             | Pro Victoria Monza - Savino Del Bene | 2-3 | 21-25, 25-20, 23-25, 25-18, 12-15 |
| 11-02             | Busto Arsizio - Bergamo              | 3-0 | 25-22, 25-20, 25-19               |
| 11-02             | Club Italia - Neruda                 | 1-3 | 25-27, 25-21, 13-25, 15-25        |

| Sjuttonde omgången |                               |     |                                  |
|                    |                               |     |                                  |
| 15-02              | AGIL - Imoco                  | 0-3 | 21-25, 18-25, 21-25              |
| 15-02              | Casalmaggiore - Busto Arsizio | 3-1 | 25-23, 25-16, 16-25, 25-17       |
| 15-02              | River - Pro Victoria Monza    | 0-3 | 13-25, 22-25, 21-25              |
| 15-02              | Savino Del Bene - Club Italia | 3-0 | 25-14, 25-22, 25-15              |
| 15-02              | Bergamo - Flero               | 3-0 | 25-15, 25-21, 25-13              |
| 15-02              | Neruda - San Casciano         | 3-2 | 26-24, 18-25, 23-25, 25-21, 15-9 |

| Artonde omgången |                                 |     |                                   |
|                  |                                 |     |                                   |
| 19-02            | Club Italia - Imoco             | 0-3 | 23-25, 22-25, 11-25               |
| 02-03            | San Casciano - Casalmaggiore    | 3-2 | 25-18, 9-25, 25-16, 16-25, 15-13  |
| 18-02            | River - AGIL                    | 3-2 | 25-20, 26-28, 30-28, 22-25, 15-7  |
| 19-02            | Busto Arsizio - Savino Del Bene | 3-1 | 25-22, 29-27, 12-25, 25-23        |
| 19-02            | Pro Victoria Monza - Bergamo    | 2-3 | 18-25, 25-23, 28-26, 25-27, 13-15 |
| 19-02            | Flero - Neruda                  | 3-2 | 23-25, 25-20, 25-21, 21-25, 15-13 |

| Nittonde omgången |                              |     |                                  |
|                   |                              |     |                                  |
| 25-02             | Imoco - Flero                | 3-0 | 25-18, 25-17, 26-24              |
| 25-02             | Casalmaggiore - River        | 1-3 | 25-15, 18-25, 29-31, 22-25       |
| 26-02             | AGIL - Pro Victoria Monza    | 3-0 | 25-22, 25-19, 25-19              |
| 26-02             | Neruda - Savino Del Bene     | 2-3 | 14-25, 17-25, 25-23, 25-21, 9-15 |
| 26-02             | Club Italia - Bergamo        | 1-3 | 20-25, 27-25, 25-27, 21-25       |
| 26-02             | San Casciano - Busto Arsizio | 3-0 | 25-23, 25-16, 25-14              |

| Tjugonde omgången |                             |     |                                   |
|                   |                             |     |                                   |
| 12-03             | Busto Arsizio - Imoco       | 2-3 | 25-22, 20-25, 20-25, 25-22, 9-15  |
| 11-03             | Bergamo - Casalmaggiore     | 1-3 | 19-25, 25-22, 22-25, 15-25        |
| 11-03             | River - San Casciano        | 3-0 | 25-18, 25-22, 25-22               |
| 12-03             | Savino Del Bene - AGIL      | 2-3 | 25-20, 23-25, 25-15, 23-25, 12-15 |
| 12-03             | Flero - Club Italia         | 3-0 | 25-18, 25-18, 26-24               |
| 12-03             | Pro Victoria Monza - Neruda | 1-3 | 27-25, 18-25, 17-25, 19-25        |

| Tjugoförsta omgången |                                    |     |                                   |
|                      |                                    |     |                                   |
| 18-03                | Imoco - River                      | 3-2 | 25-18, 25-20, 20-25, 23-25, 15-11 |
| 19-03                | Casalmaggiore - Savino Del Bene    | 3-1 | 25-23, 23-25, 25-19, 25-21        |
| 19-03                | AGIL - Club Italia                 | 3-0 | 25-18, 25-23, 25-13               |
| 19-03                | Neruda - Bergamo                   | 3-0 | 25-18, 25-22, 25-20               |
| 19-03                | San Casciano - Flero               | 3-1 | 25-17, 25-22, 20-25, 25-21        |
| 19-03                | Pro Victoria Monza - Busto Arsizio | 3-2 | 22-25, 16-25, 25-17, 25-21, 17-15 |

| Tjugoandra omgången |                                  |     |                                   |
|                     |                                  |     |                                   |
| 25-03               | Bergamo - Imoco                  | 1-3 | 19-25, 23-25, 25-20, 15-25        |
| 25-03               | Flero - Casalmaggiore            | 3-1 | 21-25, 25-22, 25-18, 25-17        |
| 25-03               | River - Neruda                   | 3-1 | 25-17, 22-25, 25-19, 25-23        |
| 25-03               | Busto Arsizio - AGIL             | 3-1 | 25-17, 19-25, 25-20, 25-21        |
| 25-03               | Savino Del Bene - San Casciano   | 2-3 | 26-24, 22-25, 25-16, 20-25, 11-15 |
| 25-03               | Club Italia - Pro Victoria Monza | 2-3 | 21-25, 27-25, 25-19, 13-25, 9-15  |

#### Sluttabell
| Pos. | Lag                                          | Pt | M  | V  | F  | VS | FS | Kvot  | VP    | FP    | Kvot  |
| ---- | -------------------------------------------- | -- | -- | -- | -- | -- | -- | ----- | ----- | ----- | ----- |
| 1.   | Imoco Volley                                 | 56 | 22 | 20 | 2  | 63 | 22 | 2,863 | 1 993 | 1 746 | 1,141 |
| 2.   | Volleyball Casalmaggiore                     | 46 | 22 | 16 | 6  | 56 | 32 | 1,750 | 2 004 | 1 781 | 1,125 |
| 3.   | AGIL Volley                                  | 44 | 22 | 14 | 8  | 53 | 33 | 1,606 | 1 982 | 1 838 | 1,078 |
| 4.   | Volley Bergamo                               | 37 | 22 | 14 | 8  | 47 | 42 | 1,119 | 1 989 | 1 966 | 1,011 |
| 5.   | River Volley                                 | 34 | 22 | 11 | 11 | 45 | 42 | 1,071 | 1 936 | 1 944 | 0,995 |
| 6.   | Pallavolo Scandicci Savino Del Bene          | 33 | 22 | 11 | 11 | 46 | 46 | 1,000 | 2 027 | 1 959 | 1,034 |
| 7.   | Futura Volley Busto Arsizio                  | 33 | 22 | 11 | 11 | 40 | 43 | 0,930 | 1 805 | 1 853 | 0,974 |
| 8.   | Neruda Volley                                | 31 | 22 | 9  | 13 | 41 | 45 | 0,911 | 1 832 | 1 908 | 0,960 |
| 9.   | Azzurra Volley San Casciano                  | 30 | 22 | 11 | 11 | 43 | 48 | 0,895 | 1 950 | 2 017 | 0,966 |
| 10.  | Unione Sportiva Pro Victoria Pallavolo Monza | 21 | 22 | 7  | 15 | 32 | 52 | 0,615 | 1 826 | 1 954 | 0,934 |
| 11.  | Promoball Volleyball Flero                   | 20 | 22 | 6  | 16 | 32 | 52 | 0,615 | 1 825 | 1 933 | 0,944 |
| 12.  | Club Italia                                  | 11 | 22 | 2  | 20 | 21 | 62 | 0,338 | 1 700 | 1 970 | 0,862 |

      Kvalificerade för kvartsfinal i slutspelet.
      Kvalificerade för åttondelsfinal i slutspelet.
      Nerflyttade till Serie A2.

### Slutspel

#### Spelschema
|  | Åttondelsfinaler | Åttondelsfinaler                             | Åttondelsfinaler | Åttondelsfinaler |  |  | Kvartsfinaler | Kvartsfinaler                       | Kvartsfinaler | Kvartsfinaler            | Kvartsfinaler |   |  | Semifinaler | Semifinaler  | Semifinaler | Semifinaler | Semifinaler |   |   | Final | Final | Final | Final | Final | Final | Final |  |
|  |                  |                                              |                  |                  |  |  |               |                                     |               |                          |               |   |  |             |              |             |             |             |   |   |       |       |       |       |       |       |       |  |
|  |                  |                                              |                  |                  |  |  | 1             | Imoco Volley                        | 2             | 3                        | 3             |   |  |             |              |             |             |             |   |   |       |       |       |       |       |       |       |  |
|  | 8                | Neruda Volley                                | 0                | 3                |  |  | 9             | Azzurra Volley San Casciano         | 3             | 1                        | 0             |   |  |             |              |             |             |             |   |   |       |       |       |       |       |       |       |  |
|  | 9                | Azzurra Volley San Casciano                  | 3                | 1                |  |  |               |                                     |               |                          |               |   |  | 1           | Imoco Volley | 2           | 2           |             |   |   |       |       |       |       |       |       |       |  |
|  |                  |                                              |                  |                  |  |  |               |                                     | 5             | River Volley             | 3             | 3 |  |             |              |             |             |             |   |   |       |       |       |       |       |       |       |  |
|  |                  |                                              |                  |                  |  |  | 4             | Volley Bergamo                      | 3             | 1                        | 2             |   |  |             |              |             |             |             |   |   |       |       |       |       |       |       |       |  |
|  |                  |                                              |                  |                  |  |  | 5             | River Volley                        | 2             | 3                        | 3             |   |  |             |              |             |             |             |   |   |       |       |       |       |       |       |       |  |
|  |                  |                                              |                  |                  |  |  |               |                                     |               |                          |               |   |  | 5           | River Volley | 3           | 0           | 1           | 0 |   |       |       |       |       |       |       |       |  |
|  |                  |                                              |                  |                  |  |  |               |                                     |               |                          |               |   |  |             |              | 3           | AGIL Volley | 1           | 3 | 3 | 3     |       |       |       |       |       |       |  |
|  |                  |                                              |                  |                  |  |  | 3             | AGIL Volley                         | 0             | 3                        | 3             |   |  |             |              |             |             |             |   |   |       |       |       |       |       |       |       |  |
|  |                  |                                              |                  |                  |  |  | 6             | Pallavolo Scandicci Savino Del Bene | 3             | 1                        | 1             |   |  |             |              |             |             |             |   |   |       |       |       |       |       |       |       |  |
|  |                  |                                              |                  |                  |  |  |               |                                     |               |                          |               |   |  | 3           | AGIL Volley  | 3           | 3           |             |   |   |       |       |       |       |       |       |       |  |
|  |                  |                                              |                  |                  |  |  |               |                                     | 2             | Volleyball Casalmaggiore | 1             | 1 |  |             |              |             |             |             |   |   |       |       |       |       |       |       |       |  |
|  |                  |                                              |                  |                  |  |  | 2             | Volleyball Casalmaggiore            | 3             | 0                        | 3             |   |  |             |              |             |             |             |   |   |       |       |       |       |       |       |       |  |
|  | 7                | Futura Volley Busto Arsizio                  | 3                | 3                |  |  | 7             | Futura Volley Busto Arsizio         | 2             | 3                        | 0             |   |  |             |              |             |             |             |   |   |       |       |       |       |       |       |       |  |
|  | 10               | Unione Sportiva Pro Victoria Pallavolo Monza | 1                | 1                |  |  |               |                                     |               |                          |               |   |  |             |              |             |             |             |   |   |       |       |       |       |       |       |       |  |

#### Resultat

##### Åttondelsfinaler
| Match 1 |                                    |     |                            |
|         |                                    |     |                            |
| 30-03   | Pro Victoria Monza - Busto Arsizio | 1-3 | 25-27, 25-18, 20-25, 16-25 |
| 30-03   | San Casciano - Neruda              | 3-0 | 28-26, 25-21, 25-21        |

| Match 2 |                                    |     |                            |
|         |                                    |     |                            |
| 03-04   | Busto Arsizio - Pro Victoria Monza | 3-1 | 25-22, 23-25, 25-23, 25-20 |
| 03-04   | Neruda - San Casciano              | 3-1 | 25-23, 25-19, 16-25, 25-22 |

##### Kvartsfinaler
| Match 1 |                               |     |                                   |
|         |                               |     |                                   |
| 08-04   | San Casciano - Imoco          | 3-2 | 25-18, 25-15, 23-25, 17-25, 15-10 |
| 08-04   | River - Bergamo               | 2-3 | 23-25, 25-21, 28-30, 25-15, 10-15 |
| 07-04   | Busto Arsizio - Casalmaggiore | 2-3 | 21-25, 28-26, 25-23, 17-25, 11-15 |
| 07-04   | Savino Del Bene - AGIL        | 3-0 | 25-21, 25-20, 25-20               |

| Match 2 |                               |     |                            |
|         |                               |     |                            |
| 17-04   | Imoco - San Casciano          | 3-1 | 20-25, 27-25, 25-18, 25-16 |
| 18-04   | Bergamo - River               | 1-3 | 21-25, 21-25, 26-24, 10-25 |
| 19-04   | Casalmaggiore - Busto Arsizio | 0-3 | 24-26, 22-25, 20-25        |
| 17-04   | AGIL - Savino Del Bene        | 3-1 | 25-21, 25-23, 22-25, 25-19 |

| Match 3 |                               |     |                                   |
|         |                               |     |                                   |
| 18-04   | Imoco - San Casciano          | 3-0 | 26-24, 25-20, 25-17               |
| 19-04   | Bergamo - River               | 2-3 | 16-25, 25-22, 25-23, 17-25, 23-25 |
| 20-04   | Casalmaggiore - Busto Arsizio | 3-0 | 25-22, 27-25, 25-19               |
| 18-04   | AGIL - Savino Del Bene        | 3-1 | 25-27, 25-22, 25-22, 25-20        |

##### Semifinaler
| Match 1 |                      |     |                                  |
|         |                      |     |                                  |
| 26-04   | River - Imoco        | 3-2 | 19-25, 22-25, 25-22, 25-16, 15-5 |
| 25-04   | AGIL - Casalmaggiore | 3-1 | 25-22, 25-18, 21-25, 25-20       |

| Match 2 |                      |     |                                   |
|         |                      |     |                                   |
| 28-04   | Imoco - River        | 2-3 | 27-25, 25-18, 16-25, 19-25, 11-25 |
| 28-04   | Casalmaggiore - AGIL | 1-3 | 15-25, 20-25, 28-26, 20-25        |

##### Final
| Match 1 |              |     |                            |
|         |              |     |                            |
| 01-05   | River - AGIL | 3-1 | 25-23, 25-21, 17-25, 25-20 |

| Match 2 |              |     |                     |
|         |              |     |                     |
| 03-05   | AGIL - River | 3-0 | 25-16, 27-25, 25-23 |

| Match 3 |              |     |                            |
|         |              |     |                            |
| 06-05   | AGIL - River | 3-1 | 24-26, 25-23, 25-20, 25-21 |

| Match 4 |              |     |                     |
|         |              |     |                     |
| 11-05   | River - AGIL | 0-3 | 20-25, 17-25, 17-25 |

## Resultat för deltagande i andra turneringar
| Lag                        | Turnering                 |
| -------------------------- | ------------------------- |
| AGIL Volley                | Champions League 2017–18  |
| Imoco Volley               | Champions League 2017–18  |
| Volleyball Casalmaggiore   | CEV Cup 2017–18           |
| River Volley               | CEV Cup 2017–18           |
| Volley Bergamo             | CEV Challenge Cup 2017–18 |
| Club Italia                | Serie A2 2017–18          |
| Promoball Volleyball Flero | Serie A2 2017–18          |

## Statistik
| Vunna poäng | Vunna poäng       | Vunna poäng | Vunna poäng                         |
| Pos.        | Namn              | Poäng       | Lag                                 |
| ----------- | ----------------- | ----------- | ----------------------------------- |
| 1           | Paola Egonu       | 553         | Club Italia                         |
| 2           | Katarina Barun    | 474         | AGIL Volley                         |
| 3           | Indre Sorokaite   | 444         | Azzurra Volley San Casciano         |
| 4           | Valentina Diouf   | 426         | Futura Volley Busto Arsizio         |
| 5           | Sanja Malagurski  | 416         | Promoball Volleyball Flero          |
| 6           | Samanta Fabris    | 400         | Volleyball Casalmaggiore            |
| 7           | Jovana Brakočević | 371         | River Volley                        |
| 8           | Stephanie Enright | 346         | Azzurra Volley San Casciano         |
| 9           | Michelle Bartsch  | 323         | Neruda Volley                       |
| 10          | Aneta Havlíčková  | 316         | Pallavolo Scandicci Savino Del Bene |

| Vunna attacker | Vunna attacker    | Vunna attacker | Vunna attacker              |
| Pos.           | Namn              | Poäng          | Lag                         |
| -------------- | ----------------- | -------------- | --------------------------- |
| 1              | Paola Egonu       | 491            | Club Italia                 |
| 2              | Katarina Barun    | 412            | AGIL Volley                 |
| 3              | Indre Sorokaite   | 393            | Azzurra Volley San Casciano |
| 4              | Valentina Diouf   | 383            | Futura Volley Busto Arsizio |
| 5              | Sanja Malagurski  | 363            | Promoball Volleyball Flero  |
| 6              | Samanta Fabris    | 338            | Volleyball Casalmaggiore    |
| 7              | Jovana Brakočević | 321            | River Volley                |
| 8              | Stephanie Enright | 306            | Azzurra Volley San Casciano |
| 9              | Neriman Özsoy     | 285            | River Volley                |
| 10             | Michelle Bartsch  | 281            | Neruda Volley               |

| Vunna block | Vunna block       | Vunna block | Vunna block                                  |
| Pos.        | Namn              | Poäng       | Lag                                          |
| ----------- | ----------------- | ----------- | -------------------------------------------- |
| 1           | Adenízia da Silva | 101         | Pallavolo Scandicci Savino Del Bene          |
| 2           | Raffaella Calloni | 63          | Azzurra Volley San Casciano                  |
| 2           | Laura Melandri    | 63          | Azzurra Volley San Casciano                  |
| 4           | Lauren Gibbemeyer | 62          | Volleyball Casalmaggiore                     |
| 5           | Freya Aelbrecht   | 59          | Unione Sportiva Pro Victoria Pallavolo Monza |
| 5           | Jovana Stevanović | 59          | Volleyball Casalmaggiore                     |
| 7           | Zuzanna Efimienko | 54          | Promoball Volleyball Flero                   |
| 8           | Alexandra Botezat | 51          | Club Italia                                  |
| 9           | Martina Guiggi    | 50          | Volley Bergamo                               |
| 10          | Sara Bonifacio    | 48          | AGIL Volley                                  |

| Serveess | Serveess          | Serveess | Serveess                                     |
| Pos.     | Namn              | Poäng    | Lag                                          |
| -------- | ----------------- | -------- | -------------------------------------------- |
| 1        | Katarina Barun    | 44       | AGIL Volley                                  |
| 2        | Samanta Fabris    | 39       | Volleyball Casalmaggiore                     |
| 3        | Paola Egonu       | 34       | Club Italia                                  |
| 4        | Floortje Meijners | 33       | Pallavolo Scandicci Savino Del Bene          |
| 5        | Haley Eckerman    | 27       | Unione Sportiva Pro Victoria Pallavolo Monza |
| 5        | Jovana Stevanović | 27       | Volleyball Casalmaggiore                     |
| 7        | Indre Sorokaite   | 26       | Azzurra Volley San Casciano                  |
| 8        | Stephanie Enright | 25       | Azzurra Volley San Casciano                  |
| 9        | Anastasia Guerra  | 24       | Volleyball Casalmaggiore                     |
| 10       | María Segura      | 23       | Unione Sportiva Pro Victoria Pallavolo Monza |
| 10       | Celeste Plak      | 23       | AGIL Volley                                  |

| Perfekta mottagningar | Perfekta mottagningar | Perfekta mottagningar | Perfekta mottagningar                        |
| Pos.                  | Namn                  | Poäng                 | Lag                                          |
| --------------------- | --------------------- | --------------------- | -------------------------------------------- |
| 1                     | Stefania Sansonna     | 261                   | AGIL Volley                                  |
| 2                     | Beatrice Parrocchiale | 260                   | Azzurra Volley San Casciano                  |
| 3                     | Chiara Arcangeli      | 248                   | Unione Sportiva Pro Victoria Pallavolo Monza |
| 4                     | Chiara De Bortoli     | 242                   | Club Italia                                  |
| 5                     | Stephanie Enright     | 239                   | Azzurra Volley San Casciano                  |
| 6                     | Monica de Gennaro     | 229                   | Imoco Volley                                 |
| 7                     | Enrica Merlo          | 228                   | Pallavolo Scandicci Savino Del Bene          |
| 8                     | Floortje Meijners     | 226                   | Pallavolo Scandicci Savino Del Bene          |
| 9                     | Bianka Buša           | 226                   | Promoball Volleyball Flero                   |
| 10                    | Francesca Piccinini   | 224                   | AGIL Volley                                  |

Tabellerna är baserad på enbart grundserien.